# 2001 en sport
Cet article présente les faits marquants de l'année 2001 en sport.

## Athlétisme
- 27 mai : à Götzis, en Autriche, le tchèque Roman Šebrle établit un nouveau record du monde du décathlon avec un total de 9 026 points.

- Marathon
  - 8 avril : Marathon de Paris. Hommes : Simon Biwott, 2 h 09 min 40 s, Femmes : Florence Barsosio, 2 h 27 min 52 s.

## Automobile
- 21 janvier, Rallye : Tommi Mäkinen remporte le Rallye automobile Monte-Carlo sur une Mitsubishi Lancer.
- 17 juin, 24 Heures du Mans : les 24H sont enlevées par l'écurie Audi avec les pilotes Frank Biela, Tom Kristensen et Emanuele Pirro.
- 19 août, Formule 1 : en remportant le GP de Hongrie, Michael Schumacher remporte son 4e titre de champion du monde, et la 51e victoire de sa carrière, égalant le record du nombre de victoires en Grand Prix, détenu depuis 1987 par Alain Prost.
- 14 octobre, Formule 1 : Jean Alesi arrête sa carrière en Formule 1 après 201 Grands Prix courus en Formule 1, de même que Mika Häkkinen après 165 Grands Prix.
- 25 novembre, Rallye : Richard Burns (Grande-Bretagne) remporte le titre de champion du monde des rallye.

## Auto-moto
- 21 janvier, Paris-Dakar : l'Allemande Jutta Kleinschmidt s'impose en auto sur une Mitsubishi. L'Italien Fabrizio Meoni est le premier du classement moto.

## Balle au tambourin
- Le club de Notre-Dame-de-Londres est champion de France chez les hommes et chez les femmes.
- Borgosatollo (Italie) remporte sa deuxième Coupe d'Europe des clubs champions.
- Notre-Dame-de-Londres (France) remporte la première édition de la Coupe d'Europe des clubs champions féminins.

## Baseball
- MLB : les Arizona Diamondbacks remportent les World Series face aux New York Yankees par 4 victoires pour 3 défaites.
- Barry Bonds frappe 73 coups de circuit, dépassant le record de Mark McGwire.
- Finale du championnat de France : les Lions de Savigny-sur-Orge battent Montpellier Université Club.

## Basket-ball
- Les Duke Blue Devils sont champions NCAA en s'imposant 64-52 face aux Arizona Wildcats.
- Retour de Michael Jordan sur les parquets mais dans une autre franchise que les Chicago Bulls : les Wizards de Washington, club dont il est récemment devenu actionnaire chargé des opérations liées au basket-ball.
- 22 avril : Euroligue féminine : Bourges (France) remporte l'Euroligue en gagnant la finale 73-71 face à Valenciennes (France).
- avril : Valenciennes devient champion de France devant Bourges.
- 10 mai : Euroligue : Kinder Bologne (Italie) bat Vitoria (Espagne) en finale, par 3 victoires contre 2 défaites.
- 15 juin : Los Angeles Lakers champions NBA après leur succès en finale face aux Philadelphia 76ers en 4 victoires contre 1 défaite.
- 30 juin : Pau-Orthez est champion de France de basket en battant l'ASVEL Lyon-Villeurbanne.
- 31 août - 9 septembre en Turquie : la Russie s'impose en finale des Championnats d'Europe 78-73 contre la France en finale.
- 14 septembre-23 septembre en France : la France championne d'Europe féminine en écartant en finale la Russie, 73-68.

## Cricket
- Le Yorkshire champion d'Angleterre.

## Cyclisme
- 24 mars : Erik Zabel (Allemagne) gagne la classique Milan-San Remo.
- 8 avril : Gianluca Bortolami (Italie) le Tour des Flandres.
- 15 avril : Servais Knaven (Pays-Bas) Paris-Roubaix.
- 22 avril : Oscar Camenzind (Suisse) Liège-Bastogne-Liège.
- 19 mai - 10 juin, Tour d'Italie : Gilberto Simoni (Italie) remporte le Giro.
- 7 juillet - 29 juillet, Tour de France : Lance Armstrong (USA) devance Jan Ullrich (Allemagne) et Joseba Beloki (Espagne). Erik Zabel (Allemagne) gagne le classement par points (maillot vert); Laurent Jalabert est roi de la montagne (maillot à pois) tandis que le meilleur jeune est Óscar Sevilla (maillot blanc).
  - Article détaillé : Tour de France 2001
- 8 septembre - 30 septembre, Tour d'Espagne : Ángel Casero (Espagne) remporte la Vuelta.
- 14 octobre : Óscar Freire (Espagne) remporte le maillot arc-en-ciel aux championnats du monde sur route à Lisbonne (Portugal).

## Football
- 12 mai : le FC Nantes est champion de France de football.
- 16 mai : Liverpool remporte la Coupe UEFA contre Alavès, 5-4 au but en or.
- 19 mai : le Bayern Munich est champion d'Allemagne.
- 23 mai : le Bayern Munich remporte la Ligue des champions en s'imposant en finale contre Valence, 1-1 et 5-4 aux tirs au but.
- 9 juillet : le footballeur international français Zinédine Zidane est transféré de la Juventus au Real Madrid pour près de 500 millions de francs (75 millions d'euros). C'est le plus gros transfert jamais réalisé dans l'histoire du football.

## Football américain
- 28 janvier : les Baltimore Ravens remportent à Tampa le Super Bowl XXXV face aux New York Giants sur le score de 34-7.

Article détaillé : Saison NFL 2000.
- 23 juin : finale du championnat de France : Argonautes d'Aix-en-Provence bat Flash de La Courneuve.
- 30 juin : NFL Europe, World Bowl IX : Berlin Thunder (Allemagne) 14, Barcelone Dragons (Espagne) 11.
- Eurobowl XV : Bergamo Lions (Italie) 28, Vienna Vikings (Autriche) 11.

## Football australien
- Les Brisbane Lions sont champions de l'Australian Football League.

## Football canadien
- Les Stampeders de Calgary remportent la coupe Grey 27-19 face aux Blue Bombers de Winnipeg.

## Golf
- 8 avril : Tiger Woods (USA) gagne le tournoi des Masters.
- 17 juin : Retief Goosen (Afrique du Sud) empoche le tournoi de l'US Open.
- 22 juillet : David Duval (USA) gagne le tournoi du British Open.
- 19 août : David Toms (USA) remporte le tournoi de la PGA.
- 23 septembre : Sergio García (Espagne) gagne le Trophée Lancôme.

## Hockey sur glace
- L'Avalanche du Colorado remporte la Coupe Stanley.
- Coupe Magnus : Rouen champion de France.
- Zürich champion de Suisse.
- La République tchèque remporte le championnat du monde devant la Finlande.

## Jeux méditerranéens
- 2 au 15 septembre à Tunis (Tunisie) : quatorzième édition des Jeux méditerranéens.

## Moto
- Vitesse
  - 500 cm3 : Valentino Rossi (Italie) est champion du monde en 500 cm3 sur une Honda.
  - 250 cm3 : Daijiro Kato (Japon) est champion du monde en 250 cm3 sur une Honda.
  - 125 cm3 : Manuel Poggiali (Italie) est champion du monde en 125 cm3 sur une Gilera.
- Endurance
  - 15 - 16 septembre : Bol d'or. Suzuki remporte l'épreuve avec les pilotes Lavieille, Morrison et Brian.
- Moto-cross
  - 500 cm3 : Stefan Everts (Belgique) est champion de monde en 500 cm3 sur une Yamaha.
  - 250 cm3 : Mickaël Pichon (France) est champion de monde en 250 cm3 sur une Suzuki.
  - 125 cm3 : James Dobb (Angleterre) est champion de monde en 125 cm3 sur une KTM.
- Enduro
  - 18 février, Enduro du Touquet : Thierry Béthys s'impose sur les plages du Touquet sur une Honda.

## Natation
- 21 janvier : le nageur croate Gordan Kožulj bat le record d'Europe du 100 m dos en petit bassin, à Berlin, lors de la Coupe du monde (Coupe du monde de natation FINA), le portant à 52 s 24.
- 28 mars : le nageur américain Ed Moses bat le record du monde du 100 m brasse à Austin, le portant à  1 min 00 s 29.
- 31 mars : le nageur américain Ed Moses bat le record du monde du 50 m brasse à Austin, le portant à 27 s 39.
- 28 juin : le nageur russe Roman Sludnov bat le record du monde du 100 m brasse à Moscou, le portant à 1 min 00 s 26.
- 29 juin : le nageur russe Roman Sludnov bat le record du monde du 100 m brasse le portant à 59 s 97 à Moscou ; il est le 1er nageur à passer sous la barre mythique de la minute dans cette discipline.
- 23 juillet : le nageur russe Roman Sludnov bat le record du monde du 100 m brasse à Fukuoka lors des Championnats du monde de natation le portant à 59 s 94.
- 27 juillet : à Fukuoka, le nageur australien Geoff Huegill bat le record du monde du 50 m papillon, le portant à 23 s 44.
- 13 décembre : l'équipe masculine d'Allemagne, composée de Stev Theloke, Jens Kruppa, Thomas Rupprath et Carsten Dehmlow, bat le record du monde du 4x50 m 4 nages, à Anvers, le portant à 1 min 34 s 78.

## Pêche à la mouche
- Championnats du monde en Suède :
  - Médaille d'or : France

## Rugby à XIII
- 19 mai : à Toulouse, Villeneuve-sur-Lot remporte le Championnat de France face au Toulouse olympique XIII 32-20.
- 27 mai : à Narbonne, l'Union treiziste catalane remporte la Coupe de France face à Limoux 38-17.

## Rugby à XV
- 7 avril : le XV d'Angleterre gagne le Tournoi des Six Nations.
  - Article détaillé : Tournoi des Six Nations 2001
- 19 mai : Coupe d'Europe. Leicester Tigers (Angleterre) remporte la Coupe d'Europe en s'imposant en finale le Stade français (France) sur la marque de 34 à 30.
- 20 mai, finale du Bouclier européen : Harlequins (Londres) (Angleterre) 42-33 RC Narbonne (France).
- 16 au 30 juin : tournée du XV de France dans l'hémisphère Sud avec une victoire et deux défaites. Afrique du Sud 23-32 France, le 16 à Johannesbourg ; Afrique du Sud 20-15 France, le 23 à Durban et Nouvelle-Zélande 37-12 France, le 30.
- 9 juin : le Stade toulousain est champion de France en s'imposant en finale face à l'AS Montferrand, 34 à 22.
- 10 au 24 novembre : tournées de trois équipes de l'hémisphère Sud avec trois victoires du XV de France. France 20-10 Afrique du Sud, le 10 à St-Denis ; France 14-13 Australie, le 17 à Marseille et France 77-10 Fidji, le 24 à Saint-Étienne.

## Ski alpin
- Championnats du monde à Sankt Anton (Autriche) : l'Autriche remporte 11 médailles, dont 3 d'or.
- Coupe du monde
  - Hermann Maier (Autriche) premier du classement général de la Coupe du Monde.
  - Janica Kostelić (Croatie) première du classement général de la Coupe du Monde.

## Tennis
- 29 janvier : en battant en finale du Tournoi indoor de Milan (Italie) le Français Julien Boutter sur le score de 6-4, 6-7 (7-9), 6-4, le Suisse Roger Federer remporte le premier tournoi de sa carrière.

- 15 - 28 janvier, Open d'Australie :
  - Hommes : Andre Agassi bat Arnaud Clément, 6-4, 6-2, 6-2.
  - Femmes : Jennifer Capriati bat Martina Hingis, 6-4, 6-3.
- 28 mai - 1er juin, tournoi de Roland Garros :
  - Hommes : Gustavo Kuerten bat Àlex Corretja, 6-7, 7-5, 6-2, 6-0.
  - Femmes : Jennifer Capriati bat Kim Clijsters, 1-6, 6-4, 12-10.
- 25 juin - 9 juillet, Wimbledon :
  - Hommes : Goran Ivanišević bat Patrick Rafter, 6-3, 3-6, 6-3, 2-6, 9-7.
  - Femmes : Venus Williams bat Justine Henin, 6-1, 3-6, 6-0.
- 27 août - 10 septembre, US Open :
  - Hommes : Lleyton Hewitt bat Pete Sampras, 7-6, 6-1, 6-1.
  - Femmes : Venus Williams bat Serena Williams, 6-2, 6-4.
- 11 novembre, Fed Cup  : la Belgique remporte la Fed Cup en s'imposant en finale face aux Russes par 2 victoires pour 1 défaite.
- 2 décembre, Coupe Davis  : la France remporte la Coupe Davis en s'imposant par 3 victoires contre 2 défaites en Australie.
  - Article détaillé : Coupe Davis 2001

## Voile
- 10 février : Michel Desjoyeaux gagne le Vendée Globe en 93 jours, 3 heures et 57 minutes.

## Volley-ball
- Vicenza (Italie) remporte la Ligue des champions féminine en s'imposant en finale contre Bergame (Italie), 3-0.
- 7 avril : Paris Volley (France) remporte la Ligue des champions en s'imposant en finale contre Trévise (Italie), 3-2.
- Ligue mondiale de volley-ball : le Brésil enlève la compétition en s'imposant en finale 3-0 contre  l'Italie.
- 16 septembre : la Yougoslavie remporte le championnat d'Europe masculin en s'imposant en finale face à l'Italie, 3-0.
- 30 septembre : la Russie remporte le championnat d'Europe féminin en s'imposant en finale face à l'Italie, 3-2.

## Water-polo
France
- L'O. N. N. est Champion de France  Masculin pour la 5e fois.
- L'ASPTT Nancy est Champion de France Féminin pour la 7e fois.
- L'O. N. N. remporte la Coupe de France masculine pour la 2e fois.

Coupe de France féminine non disputées en 2001.
Coupe de la ligue masculine créée en 2014.
Coupe de la ligue féminine créée en 2013.
Europe
- Jug Dubrovnik  est Champion d'Europe pour la 2e fois.
- HAVK Mladost Zagreb remporte la LEN Euro Cup pour la 1re fois.
- Les Serbo-Monténégrins sont Champions d'Europe pour la 1re fois.
- Les Russes sont Championnes d'Europe pour la 1re fois.

Monde
- 29 juillet, Fukuoka (Japon) : Les Espagnols sont champions du Monde pour la 2e fois.
- 29 juillet, Fukuoka (Japon) : Les Italiennes sont championnes du Monde pour la 2e fois.

Coupe du monde de water-polo non disputée en 2001.
Ligue Mondiale masculine créée en 2002.
Ligue Mondiale féminine créée en 2004.

## Naissances
- 7 janvier : Joan-Benjamin Gaba, vice-champion olympique aux Jeux de Paris 2024.
- 15 janvier : Ibrahim Bancé, footballeur burkinabé.
- 22 juin : Maxime-Gaël Ngayap Hambou, judoka français, médaillé de bronze aux Jeux olympiques de Paris 2024.
- 3 août : Joshua Gaston Kitolano, joueur de football norvégien.
- 1er octobre : Benjamin Osberger, gymnaste français, de gymnastique artistique.
- 7 décembre : Léa Fontaine, judoka française, vice-championne d'Europe 2021.
- 31 décembre : Cameron Brink, joueuse de basket-ball américaine.

## Décès
- 7 février : Jean-Paul Beugnot, 69 ans, basketteur français. (° 25 juin 1931).
- 18 février :
  - Dale Earnhardt, 49 ans, pilote automobile américain (° 29 avril 1951).
  - Eddie Mathews (USA, baseball) à 69 ans.
- 25 février : Donald Bradman, 92 ans, joueur australien de cricket. (° 27 août 1908).
- 19 mars : Gordon Brown, 53 ans, joueur de rugby à XV écossais. (° 1er novembre 1947).
- 9 avril : Willie Stargell, 61 ans, joueur de baseball américain. (° (6 mars 1940).
- 19 avril : Robert Paparemborde (France, Rugby à XV) à 52 ans.
- 25 avril : Michele Alboreto (Italie, Formule 1) à 44 ans.
- 12 mai : Didi (Brésil, football) à 77 ans.
- 9 août : Jacky Boxberger (France, athlétisme) à 52 ans.
- 15 août : Richard Chelimo (Kenya, Athlétisme) à 29 ans.
- 25 août : Ken Tyrrell, 77 ans, pilote automobile britannique, fondateur et directeur sportif de l'écurie de Formule 1 Tyrrell. (° 3 mai 1924).
- 17 octobre : Micheline Ostermeyer (France, athlétisme) à 79 ans.
- 31 octobre : Régine Cavagnoud, skieuse française (° 27 juin 1970).
- 1er novembre : Serge Mesonès (France, Football) à 53 ans.